# Polarisation périodique
La polarisation périodique est la formation de couches avec une orientation alternée de la polarisation dans un matériau biréfringent. Les domaines sont régulièrement espacés, avec une période égale à un multiple de la longueur d'onde de fonctionnement requise. La structure est conçue pour obtenir un quasi-accord de phase (en) (QPM) dans le matériau.
Les cristaux périodiquement polarisés sont utilisés comme matériaux d'optique non linéaire. Ils sont plus efficaces pour la génération de seconde harmonique que les cristaux du même matériau sans structure périodique. Le matériau des cristaux est habituellement un cristal inorganique à large bande interdite, ou parfois un polymère organique approprié. Quelques matériaux d'usage courant sont le titanyl phosphate de potassium (KTP), le niobate de lithium et le tantalate de lithium.
La structure périodique est créée dans le cristal selon plusieurs techniques. Un champ électrique pulsé, le bombardement électronique, un champ thermique pulsé, ou d'autres méthodes peuvent être utilisées pour repositionner les atomes dans le réseau, créant des domaines orientés. Ceci peut être réalisé soit lors de la croissance du cristal, soit ultérieurement.